# Peter Gauch
Peter Gauch (* 15. Oktober 1939 in Luzern) ist ein Schweizer Rechtswissenschaftler und emeritierter Professor an der Universität in Freiburg im Üechtland.

## Leben
Nach dem Schulbesuch, unter anderem am Gymnasium der Stiftsschule des Benediktinerklosters Engelberg, studierte er in Freiburg im Üechtland die Rechte und schloss mit dem Lizentiat für beiderlei Rechte ab. Es folgten ein Praktikum am Amtsgericht Luzern-Land und die Erwerbung des Luzerner Anwalts- und Notariatspatents. Darauf promovierte und habilitierte Peter Gauch bei Peter Jäggi. Im Jahre 1973 wurde er als Ordinarius an die Freiburger Rechtsfakultät berufen. Zuerst war er Professor für Straf-, Prozess- und Zwangsvollstreckungsrecht, dann (ab 1975) Professor für Zivil- und Handelsrecht. Diesen Lehrstuhl, den er von Peter Jäggi übernommen hatte, behielt er bis ins Jahr 2006 und damit während eines Grossteils seiner Karriere. Nachdem Hubert Stöckli an seine Stelle getreten war und bis zu seiner Emeritierung übernahm er einen Lehrstuhl für Allgemeine Rechtsgrundlagen und Privatrecht. Im Sommer 2008 liess er sich in Freiburg emeritieren, erfüllte aber für das akademische Jahr 2008/2009 noch einen Lehrauftrag für die Allgemeine Einführung. Von 2001 bis 2014 war er auch Ständiger Gastprofessor an der Universität Luzern. 2003 erhielt Peter Gauch die Ehrendoktorwürde der Universität Luzern; und 2018 erhielt er den Ehrendoktor der Universität Bern.

## Wirken
Peter Gauch lehrte an der Universität Freiburg i.Ue. und an der Universität Luzern, wo er von 2001 bis 2014 als Gastprofessor tätig war. Ausserdem hatte er je einen vorübergehenden Lehrauftrag an der Law School von Berkeley USA (1987) und an der Law School von Tuscaloosa, Alabama (1989). Zu seinem Tätigkeitsbereich gehörten und gehören des Weiteren zahlreiche Publikationen, Kurse, Konferenzen, Beratungen, Schiedsgerichte und Vermittlungen.
Peter Gauch gab unter anderem den Zürcher Kommentar zum Schweizerischen Privatrecht heraus und verfasste zahlreiche Schriften zum schweizerischen und internationalen Zivilrecht, insbesondere auch zum Baurecht. Er war seit 1985 verantwortlich für die Textausgaben des ZGB und des OR im Zürcher Schulthess-Verlag. 1989 erschien zu seinem 50. Geburtstag die Festgabe In Sachen Baurecht; und zu seinem 65. Geburtstag (2004) erschien die Festschrift Gauchs Welt.
Mit Rücksicht auf die praktische Bedeutung des Baurechts hat Peter Gauch 1975 an der Universität Freiburg das «Seminar für Baurecht» gegründet. Seither hat sich das Seminar stetig weiterentwickelt, bis es 1997 in das Institut für Schweizerisches und Internationales Baurecht an der Universität Freiburg umgewandelt wurde, dessen Institutsrat er bis 2011 präsidierte. Im Jahre 2009 wurde Peter Gauch zusammen mit dem Architekten Mario Botta und als erster Jurist in der Geschichte des Schweizerischen Ingenieur- und Architektenverein zum Ehrenmitglied des seit 1837 bestehenden SIA ernannt.